# 内克拉尼斯卡-喀斯特统计区
内克拉尼斯卡-喀斯特统计区（斯洛文尼亚语: Primorsko-notranjska statistična regija） 
，斯洛文尼亚的一个统计区。总面积1,456 km2，总人口52,551 (2015年)。是斯洛維尼亞人口最稀少、人口密度最低的統計區。